# Aulacidea hieracii
Espèce
Aulacidea hieracii est une espèce d'insectes hyménoptères galligènes de la famille des Cynipidae. Cette espèce européenne est inféodée aux Épervières.

## Description et biologie

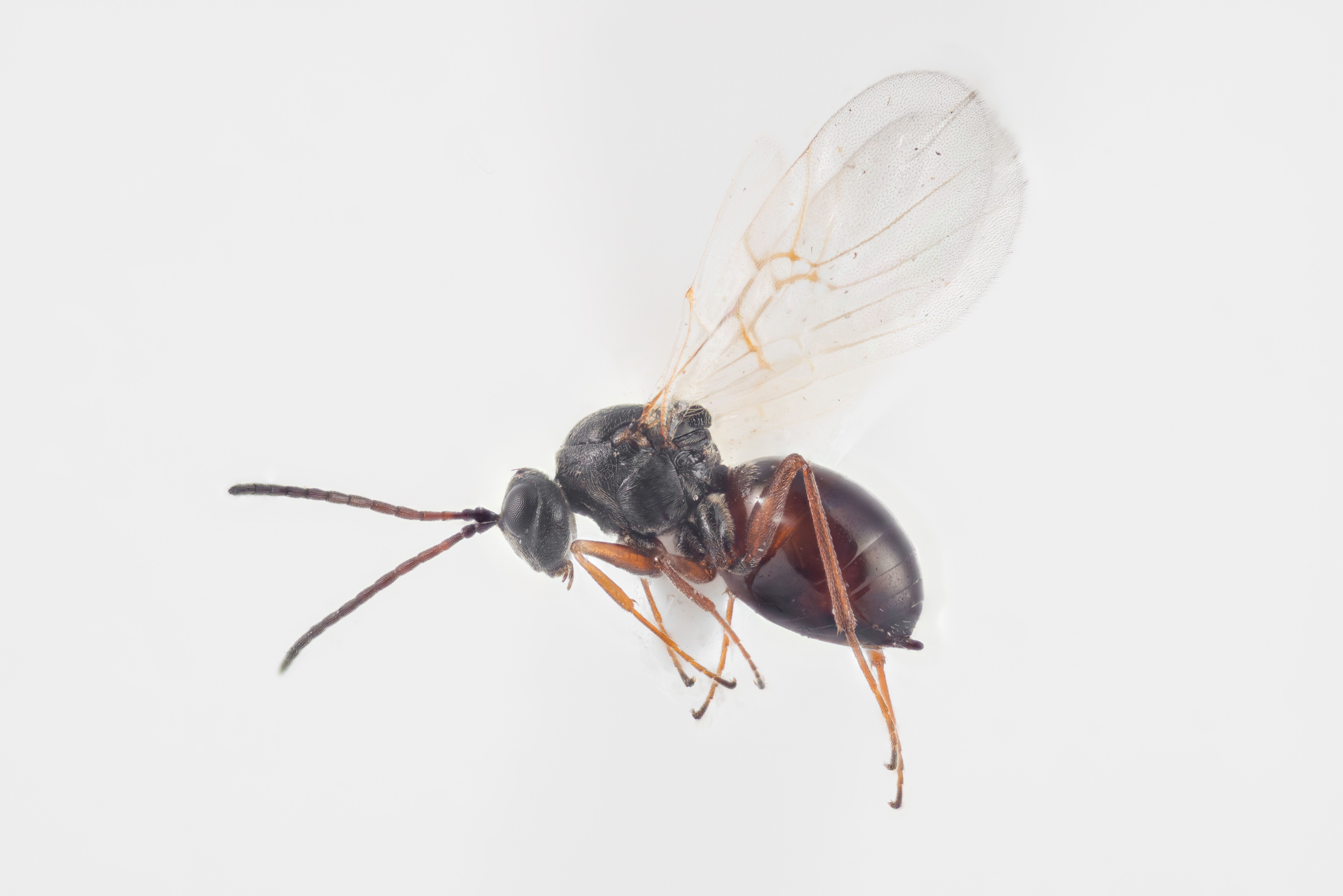
Femelle Aulacidea hieracii.

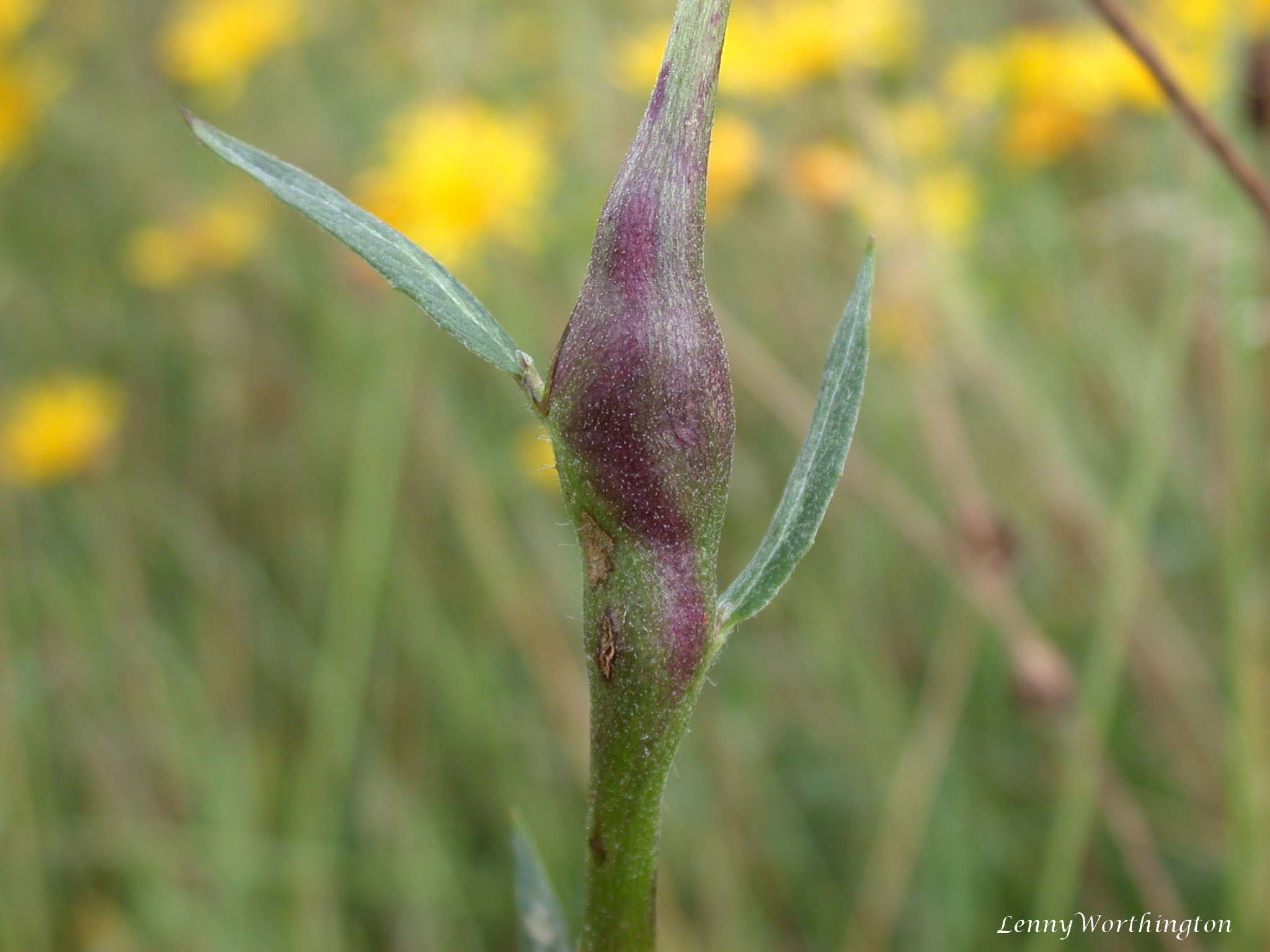
galle d'Aulacidea hieracii sans poils hérissés.

La galle provoquée par Aulacidea hieracii englobe la tige et peut atteindre 3 cm de diamètre, la partie de la plante située au dessus de la galle étant souvent avortée. Elle peut être lisse ou recouverte de poils blancs dressés. Une galle contient plusieurs larves blanches, chacune ayant sa propre loge. A. hieracii hiberne et nymphose à l'intérieur de sa galle. La reproduction sexuée n'a lieu qu'une seule fois par an ; une reproduction par parthénogénèse est également possible, la femelle créant alors une galle aux œufs non fécondés d'où émerge uniquement des mâles (arrhénotoque).
Les plantes hôtes de la larve d'A. hieracii sont principalement des Hieracium dont Hieracium alpinum, H. inuloides subsp. tridentatifolium, H. lachenalii subsp. cruentifolium, H. laevigatum, H. maculatum, H. murorum, H. racemosum subsp. tenuifolium, H. sabaudum subsp. boreale, H. ubcaesium, H. tomentosum, H. umbellatum et H. virosum ainsi que Schlagintweitia intybacea.

## Agent de régulation
À l'instar des nombreux phytopathogènes qui sont également des agents de régulation de leurs plantes hôtes, Aulacidea hieracii limite la diffusion des Épervières. Or, certaines espèces des genres Hieracium et Pilosella, peu problématiques sur leur aire de répartition d'origine, sont devenues des pestes végétales dans les régions où elles ont été importées artificiellement, en particulier dans les écozones australasienne et néarctique. Aulacidea hieracii, ou encore Aulacidea subterminalis et le Syrphidae Cheilosia psilophthalma, sont actuellement étudié afin de connaître leurs capacités de régulation de ces plantes invasives.

## Répartition
Aulacidea hieracii est une espèce présente en Europe et plus précisément en Andorre, en Autriche, Grande-Bretagne, France, Allemagne, Hongrie, Pologne et Suède.

## Synonymie
Selon le Muséum national d'histoire naturelle, situé à Paris :
- Aulacidea cacaliae Belizin, 1959
- Aulacidea hieracii (Bouché, 1834)
- Aulax artemisiae Thomson, 1877
- Aulax crassinervis Thomson, 1877
- Aulax foveiger Thomson, 1877
- Aulax graminis Cameron, 1875
- Aulax pigeoti Kieffer, 1898 (serait plus un synonyme d'A. scorzonerae[1])
- Aulax schlechtendali Rübsaamen, 1896
- Aylax sabaudi Hartig, 1877
- Cynips hieracii Bouché, 1834
- Cynips hieracii Linnaeus, 1758